# トレッツァーノ・ローザ
トレッツァーノ・ローザ（伊: Trezzano Rosa）は、イタリア共和国ロンバルディア州ミラノ県にある、人口約5,200人の基礎自治体（コムーネ）。

## 地理

### 位置・広がり

#### 隣接コムーネ
隣接するコムーネは以下の通り。括弧内のMBはモンツァ・エ・ブリアンツァ県所属を示す。
- バジアーノ
- ブズナーゴ (MB)
- ロンチェッロ (MB)
- グレッツァーゴ
- ポッツォ・ダッダ

### 地震分類
イタリアの地震リスク階級 (it) では、3 に分類される
。